# José Pedro Fernando Riera

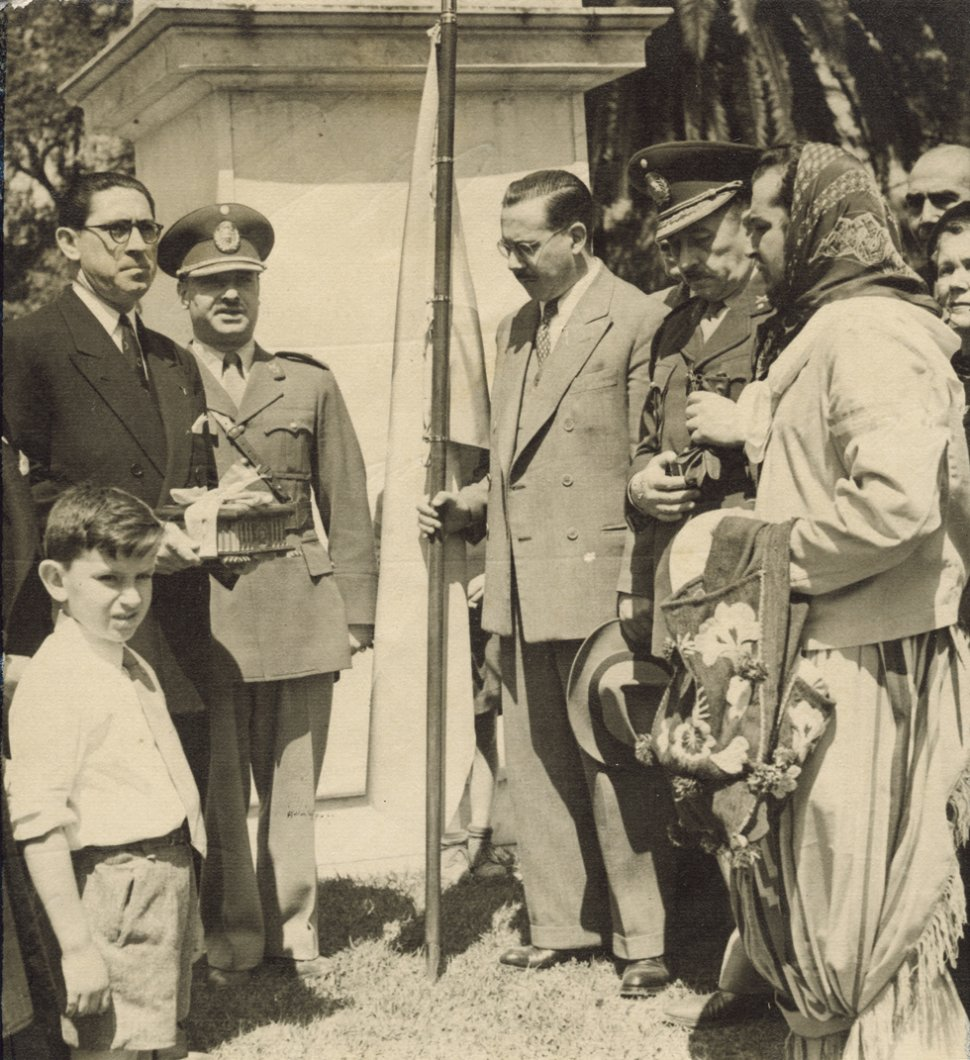
El gobernador Riera, a la izquierda, junto al rector de la Universidad Nacional de Tucumán, Horacio Decole, en 1950.

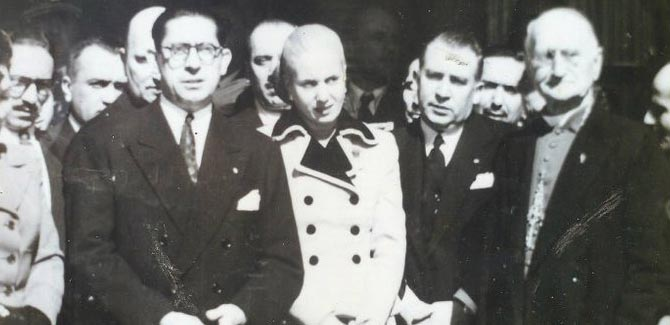
El gobernador Riera y el obispo Agustín Barrere reciben a Eva Perón.

José Pedro Fernando Riera (Bella Vista, Tucumán; 6 de febrero de 1915 - San Miguel de Tucumán, 9 de enero de 1998) fue un político argentino, perteneciente al Partido Peronista, dos veces gobernador de la provincia de Tucumán (1950-1952 y 1983-1987), aunque fue elegido también en 1962, pero no pudo asumir por un golpe de Estado.
Durante su primera gestión (1950-1952), Riera fue el primer gobernador en ser elegido junto a un vicegobernador, Arturo Roberto del Río, pues este cargo no existía antes de 1950. Durante la dictadura militar «Revolución Libertadora», fue preso político en Buenos Aires. Fue electo gobernador de Tucumán nuevamente, pero la elección fue anulada por el presidente Arturo Frondizi, poco antes del golpe de Estado de 1962.

## Biografía y Primera Gobernación (1950-1952)
Fue compañero de escuela de Celestino Gelsi y Lázaro Barbieri, que también serían gobernadores de la provincia de Tucumán.
Estudió durante cuatro años la carrera de derecho, pero abandonó sus estudios para dedicarse a la política, identificado con el peronismo. Fue diputado provincial en 1946 y desde 1948 fue ministro de gobierno del gobernador Carlos Domínguez.
Fue elegido gobernador de su provincia en el año 1950, aunque duró solamente dos años por la reforma constitucional del año anterior. Durante su breve mandato se iniciaron una serie de obras públicas importantes, entre las que cabe destacar la finalización del dique Escaba, una de las obras hidroeléctricas más importantes del país en esos años. También extendió la electrificación en toda la provincia, creó varias escuelas, entre ellas, el Hogar Escuela "Presidente Perón". Su gobierno coincidió con el rectorado de Horacio Descole al frente de la Universidad Nacional de Tucumán, inaugurándose las facultades de Medicina y de Agronomía. La política social se extendió a la construcción de cientos de viviendas en las principales ciudades del interior tucumano, principalmente, los barrios obreros alrededor de los ingenios Concepción y Ñuñorco.
Tras su paso por la gobernación fue elegido Senador Nacional por su provincia.
Tras el golpe militar de 1955 permaneció como preso político en la cárcel de Caseros. durante dos años y medio, recuperando su libertad bajo el gobierno de Arturo Frondizi.Durante la presidencia de éste se convirtió en el máximo dirigente provincial del peronismo, y triunfó como candidato a gobernador en 1962, pero el presidente intervino la provincia, lo que no le evitó ser derrocado días después. En ese año de 1962, durante su campaña para gobernador conoció en San Miguel de Tucumán a Olijela del Valle Rivas, una joven profesora de 36 años oriunda de Atahona, con quien estuvo casado desde 1966 hasta su fallecimiento en 1998.
Fue elegido diputado nacional entre 1963 y 1966 por un partido neoperonista, destacándose como uno de los líderes de la oposición peronista. En 1973, su cuñado Amado Juri fue elegido gobernador.

## La recuperación democrática y su segunda gobernación (1983-1987)

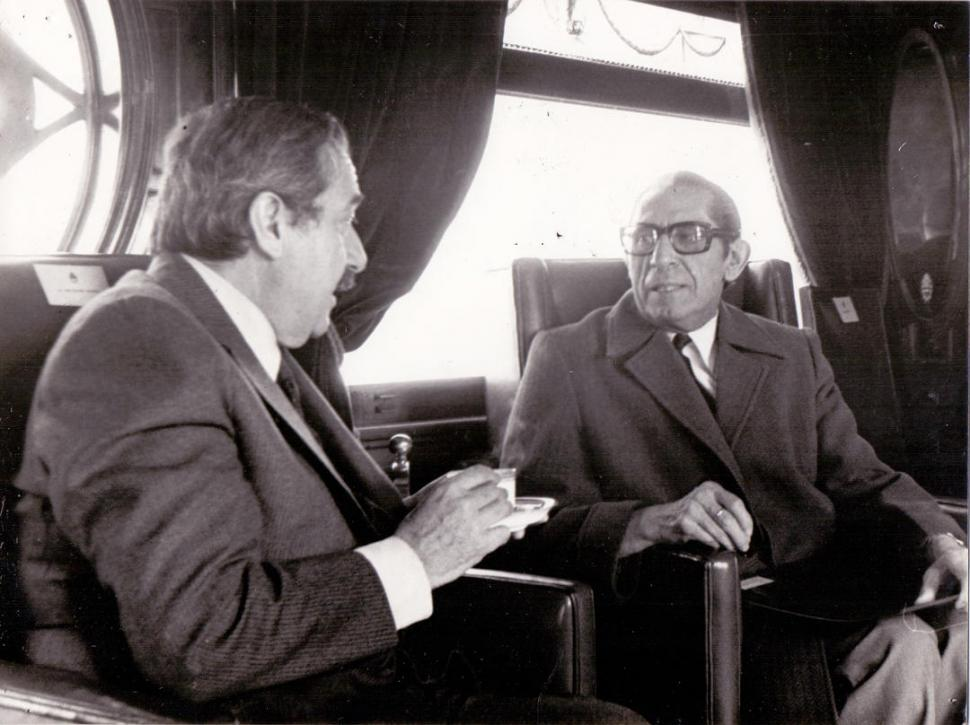
El presidente Raúl Alfonsín y el gobernador Riera, en 1984.

En 1983, para las elecciones que fijaron la vuelta definitiva a la democracia, debió competir en elecciones internas con su cuñado, Amado Juri, a quien derrotó. Resultó ganador del comicio, asumiendo como gobernador el 10 de diciembre de 1983. Creó el Sistema Provincial de Salud. Debió llevar adelante su gobierno jaqueado por conflictos gremiales con docentes y empleados de sanidad en una provincia empobrecida por las políticas neoliberales de las décadas que lo precedieron. más llamativos fueron los amotinamientos de la policía de Tucumán, dirigida por el oficial conocido como el "Malevo" Ferreyra. Promulgó la ley 2821/5, para proteger los derechos de pequeños y medianos productores de caña, cañeros independientes, principalmente campesinos minifundistas.
Dejó el cargo en 1987, nominando como candidato a la gobernación a su exfuncionario y por entonces senador nacional José Domato; éste no podría terminar su mandato, ya que su inexperiencia y las sucesivas crisis económicas llevarían a la intervención de la provincia de Tucumán.
Falleció en Tucumán en enero de 1998. Sus restos descansan en el cementerio de Bella Vista, su pueblo natal. 
Considerado uno de los últimos caudillos populares tucumanos, su conducta pública y privada fueron de una gran austeridad, lo que le valió el respeto de todo el arco político tucumano, como también, la amistad de líderes opositores como el presidente Raúl Ricardo Alfonsín. El único patrimonio que ostentaba, después de casi medio siglo de desempeñar diversas funciones en el ámbito público, fue el 25% del inmueble de Bella Vista.
En virtud del decoro y la honestidad de su vida pública, se hizo acreedor de homenajes de distinta índole. Una calle de San Miguel de Tucumán y varias escuelas en su provincia llevan su nombre. En su honor se emplazó un busto en el  “Paseo de la Independencia”. La casa de Pedro Fernando Riera se transformó en el Museo Histórico de Bella Vista, a la espera de una ley que declare al inmueble patrimonio provincial histórico y cultural.